# Duvet
«Duvet» es una canción del grupo británico de rock Bôa que fue utilizada como opening del anime Serial Experiments Lain. 
Compuesta por Jasmine Rodgers, en 1996, Duvet es una canción de corte existencialista, lo cual le permitió que se transformara en el opening de la serie de anime.
Tiene diversos covers y versiones, así como Duvet (cyberia remix) y Duvet (Acústico).